# Serie A2 1998-1999 (calcio a 5)
La Serie A2 1998-1999 è stata la 1ª edizione della categoria. La stagione regolare si è svolta tra il 10 ottobre 1998 e il 17 aprile 1999, prolungandosi fino al 22 maggio con la disputa delle partite di spareggio.

## Partecipanti
Alla prima edizione del campionato di Serie A2 sono iscritte le quattro retrocesse dalla Serie A dello scorso anno (Afragola, Jesina, Palmanova e Pro Ficuzza) e le migliori venti società dei quattro gironi di Serie B, comprese Cesana Ronchi Verdi e Napoli Vesuvio che hanno perso lo spareggio promozione. Dal girone A sono stati ammessi il Cesana Ronchi Verdi, l'Aosta, i torinesi della Cotrade, i veronesi della Virtus Rekord Five, i leinicesi del Caseificio Pugliese e il Bologna; dal girone B provengono il CLT Terni, il Villa Marchesa (che durante l'estate si è fuso con l'Ascoli), l'IGP Pisa e i senesi del Gruppo Sportivo San Miniato; dal girone C è stato ammesso l'Avezzano Calcio a Cinque nonché le formazioni romane del Divino Amore e della Lazio Calcetto; dal girone D provengono il Napoli Vesuvio, le formazioni palermitane di Atletico Palermo e Pianeta Verde, il Bellona (che ha assorbito il Real Capua), lo Stabiamalfi, il Team Matera e il Garden Club Taormina.

## Girone A

### Classifica[1]
|  | Pos. | Squadra             | Pt | G  | V  | N | P  | GF | GS  | DR  |
|  | ---- | ------------------- | -- | -- | -- | - | -- | -- | --- | --- |
|  | 1.   | VRF Verona          | 51 | 22 | 16 | 3 | 3  | 94 | 60  | +34 |
|  | 2.   | Jesina              | 50 | 22 | 16 | 2 | 4  | 94 | 51  | +43 |
|  | 3.   | CLT Terni           | 44 | 22 | 13 | 5 | 4  | 98 | 65  | +33 |
|  | 4.   | Aosta               | 44 | 22 | 14 | 2 | 6  | 91 | 69  | +22 |
|  | 5.   | Ascoli              | 41 | 22 | 13 | 2 | 7  | 70 | 47  | +23 |
|  | 6.   | Palmanova           | 28 | 22 | 9  | 1 | 12 | 79 | 85  | -6  |
|  | 7.   | San Miniato         | 27 | 22 | 8  | 3 | 11 | 71 | 78  | -7  |
|  | 8.   | Cotrade Torino      | 26 | 22 | 8  | 2 | 12 | 64 | 69  | -5  |
|  | 9.   | Bologna             | 22 | 22 | 7  | 1 | 14 | 66 | 83  | -17 |
|  | 10.  | IGP Pisa            | 21 | 22 | 6  | 3 | 13 | 78 | 103 | -25 |
|  | 11.  | Caseificio Pugliese | 18 | 22 | 5  | 3 | 14 | 47 | 88  | -41 |
|  | 12.  | Cesana RV           | 10 | 22 | 3  | 1 | 18 | 66 | 120 | -54 |

### Verdetti
- VRF Verona e, dopo gli spareggi, Jesina  promossi in Serie A 1999-00.
- Cesana Ronchi Verdi, Caseificio Pugliese retrocessi in Serie B 1999-00.
- Bologna retrocesso dopo i play-out ma in seguito ripescato.

## Girone B

Il Divino Amore, vincitore del girone B.

### Classifica
|  | Pos. | Squadra          | Pt | G  | V  | N | P  | GF  | GS  | DR  |
|  | ---- | ---------------- | -- | -- | -- | - | -- | --- | --- | --- |
|  | 1.   | Divino Amore     | 48 | 22 | 15 | 3 | 4  | 102 | 69  | +33 |
|  | 2.   | Afragola         | 42 | 22 | 13 | 3 | 6  | 90  | 79  | +11 |
|  | 3.   | Vesuvio          | 37 | 22 | 12 | 2 | 8  | 131 | 111 | +20 |
|  | 4.   | Atletico Palermo | 34 | 22 | 10 | 4 | 8  | 78  | 78  | 0   |
|  | 5.   | Bellona          | 32 | 22 | 9  | 5 | 8  | 85  | 80  | +5  |
|  | 6.   | Avezzano         | 32 | 22 | 9  | 5 | 8  | 94  | 87  | +7  |
|  | 7.   | Lazio Calcetto   | 32 | 22 | 9  | 5 | 8  | 87  | 89  | -2  |
|  | 8.   | Pianeta Verde    | 29 | 22 | 9  | 2 | 11 | 77  | 84  | -7  |
|  | 9.   | Stabiamalfi      | 25 | 22 | 9  | 3 | 10 | 110 | 110 | 0   |
|  | 10.  | Pro Ficuzza      | 25 | 22 | 8  | 2 | 12 | 81  | 90  | -9  |
|  | 11.  | Team Matera      | 23 | 22 | 7  | 2 | 13 | 101 | 121 | -20 |
|  | 12.  | GC Taormina      | 11 | 22 | 3  | 2 | 17 | 64  | 102 | -38 |

### Verdetti
- Divino Amore e, dopo gli spareggi, Afragola  promossi in Serie A 1999-00.
- Garden Club Taormina e Team Matera retrocessi in Serie B 1999-00.
- Pro Ficuzza si fonde con il Città di Palermo, rinunciando all'iscrizione al campionato di Serie A2 1999-00; Stabiamalfi retrocesso dopo i play-out ma in seguito ripescato.

## Play-off

### Primo turno
Gli incontri di andata si sono disputati il 1 maggio, quelli di ritorno l'11 maggio 1999.
| Squadra 1        | Totale | Squadra 2 | Andata | Ritorno     |
| ---------------- | ------ | --------- | ------ | ----------- |
| Aosta            | 8 - 9  | CLT Terni | 4 - 3  | 4 - 6       |
| Ascoli           | 3 - 3  | Jesina    | 3 - 2  | 0 - 1 (dts) |
| Bellona          | 7 - 9  | Afragola  | 4 - 3  | 3 - 6       |
| Atletico Palermo | 9 - 14 | Vesuvio   | 5 - 5  | 4 - 9       |

### Secondo turno
Gli incontri di andata si sono disputati il 15 maggio, quelli di ritorno il 22 maggio 1999. Le vincitrici sono ammesse allo spareggio contro la tredicesima e la quattordicesima classificata della Serie A.
| Squadra 1 | Totale | Squadra 2 | Andata | Ritorno |
| --------- | ------ | --------- | ------ | ------- |
| CLT Terni | 8 - 10 | Jesina    | 6 - 3  | 2 - 7   |
| Vesuvio   | 8 - 10 | Afragola  | 7 - 5  | 1 - 5   |

## Play-out
Gli incontri di andata si sono disputati il 1 maggio, quelli di ritorno l'8 maggio 1999.
| Squadra 1   | Totale  | Squadra 2   | Andata | Ritorno     |
| ----------- | ------- | ----------- | ------ | ----------- |
| IGP Pisa    | 12 - 4  | Bologna     | 5 - 1  | 7 - 3       |
| Pro Ficuzza | 11 - 10 | Stabiamalfi | 5 - 3  | 6 - 7 (dts) |